# Psamathocrita
Psamathocrita är ett släkte av fjärilar som beskrevs av Edward Meyrick 1925. Psamathocrita ingår i familjen stävmalar, Gelechiidae.

## Dottertaxa tillPsamathocrita, i alfabetisk ordning[1][2]
- Psamathocrita argentella Pierce & Metcalfe, 1942
- Psamathocrita dalmatinella Huemer & Tokár, 2000
- Psamathocrita doloma Bradley, 1965
- Psamathocrita osseella (Stainton, [1860]), Hässlestävmal